# Gørding Sogn (Holstebro Kommune)
 Denne artikel omhandler Gørding Sogn (Holstebro Kommune). Der er også andre sogne med dette navn, se Gørding Sogn.
Gørding Sogn er et sogn i Ringkøbing Provsti (Ribe Stift).
I 1800-tallet var Vemb Sogn og Bur Sogn annekser til Gørding Sogn. Alle 3 sogne hørte til Hjerm Herred i Ringkøbing Amt. Gørding-Vemb-Bur sognekommune blev ved kommunalreformen i 1970 indlemmet i Ulfborg-Vemb Kommune, der ved strukturreformen i 2007 indgik i Holstebro Kommune.
I Gørding Sogn findes Nørre Gørding Kirke.
I sognet findes følgende autoriserede stednavne:
- Bundgård (bebyggelse)
- Gørding (bebyggelse)
- Kedlen (vandareal)
- Mellemby (bebyggelse, ejerlav)
- Nørby (bebyggelse)
- Slyk (bebyggelse)
- Susgård (bebyggelse)
- Svælget (vandareal)